# Xanthoria ucrainica
Xanthoria ucrainica är en lavart som beskrevs av Sergei Yakovlevich Kondratyuk. Xanthoria ucrainica ingår i släktet vägglavar, och familjen Teloschistaceae. Arten har ej påträffats i Sverige.